# Червар, Лино
Ли́но Че́рвар (хорв. Lino Červar, род. 22 сентября 1950 года) — хорватский гандбольный тренер, бывший депутат хорватского парламента (сабора). На уровне национальных сборных работал с командами Италии (1994—2000), Македонии (2016—2017) и Хорватии (2002—2010 и 2017—2021). Сборную Хорватии Червар приводил к победе на Олимпийских играх 2004 года и чемпионате мира 2003 года, летних Средиземноморских играх 2018 года. Также работал в хорватских, македонских, итальянских и австрийских клубах.

## Биография
В 1971 году Лино Червар окончил педагогическую академию в Пуле, некоторое время был учителем хорватского языка. Затем начал карьеру гандбольного тренера. С 2003 по 2007 год он являлся депутатом Хорватского сабора от Хорватского демократического содружества (ХДС). В декабре 2012 года он получил второе македонское гражданство.

## Спортивная деятельность
Клубы
С гандбольным клубом «Загреб» Лино Червар в 2001 и 2002 годах становился чемпионом хорватской Премьер-лиги. Затем тренировал итальянский клуб «Папиллон Конверсано» и стал с ним в 2003 году чемпионом Италии и обладателем кубка Италии.
По возвращении в Загреб он с 2005 по 2009 год каждый год выигрывал дубль (чемпионат и кубок). В Кубке обладателей Кубков ЕГФ 2004/05 он дошёл со своим клубом до финала, где уступил клубу «Адемар Леон». С 2009 года он тренировал македонский клуб «Металлург» (Скопье). С ним он выигрывал чемпионат в 2010, 2011, 2012 и 2014 годах и кубок в 2010 и 2011 годах. В Лиге чемпионов ЕГФ он довёл «Металлург» в сезонах 2012/13 и 2013/14 до четвертьфинала.
Сборные
Под руководством Червара сборная Италии квалифицировалась на чемпионат мира 1997 года в Японии и чемпионат Европы 1998 года в Италии.
Он выиграл со сборной Хорватии чемпионат мира 2003 года в Португалии и впервые принёс Хорватии золото на Олимпийских играх в Афинах в 2004 году. Из-за его достижений, он получил прозвище «Mago di Umago» (маг из Умага). В финале чемпионата мира 2005 года в Тунисе он уступил испанцами и стал вице-чемпионом мира. На чемпионате Европы 2008 года в Норвегии Хорватия проиграла Дании и стала вице-чемпионом Европы. На домашнем чемпионате мира в Хорватии Червару снова не удалось вернуться его команде титул чемпионов мира. Его команда проиграла в финале против Франции со счётом 24:19. На чемпионате Европы 2010 года в Австрии его команда снова потерпела поражение от сборной Франции.